# Christian Zais

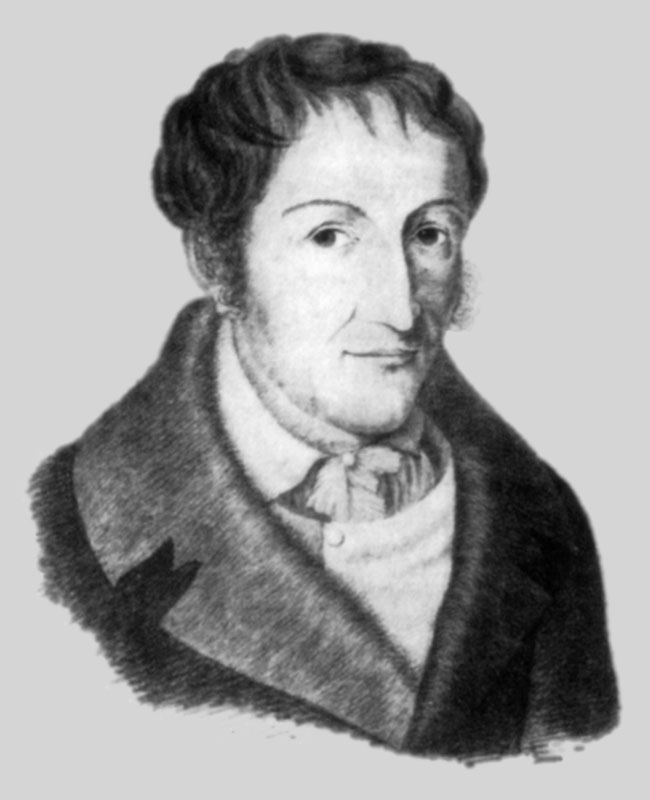
Christian Zais (1770–1820)

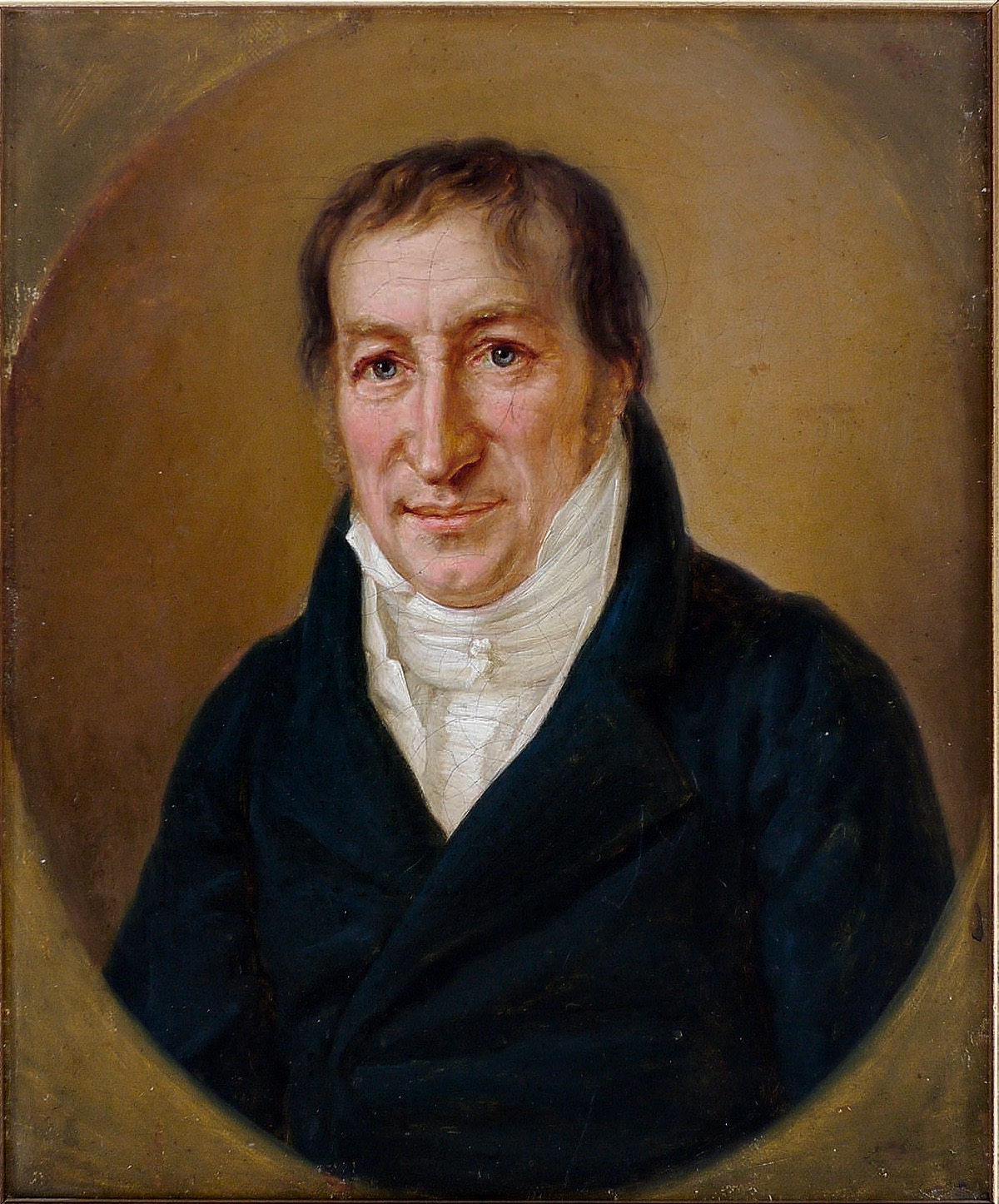
Christian Zais (Öl auf Leinwand, unbekannter Künstler, um 1815)

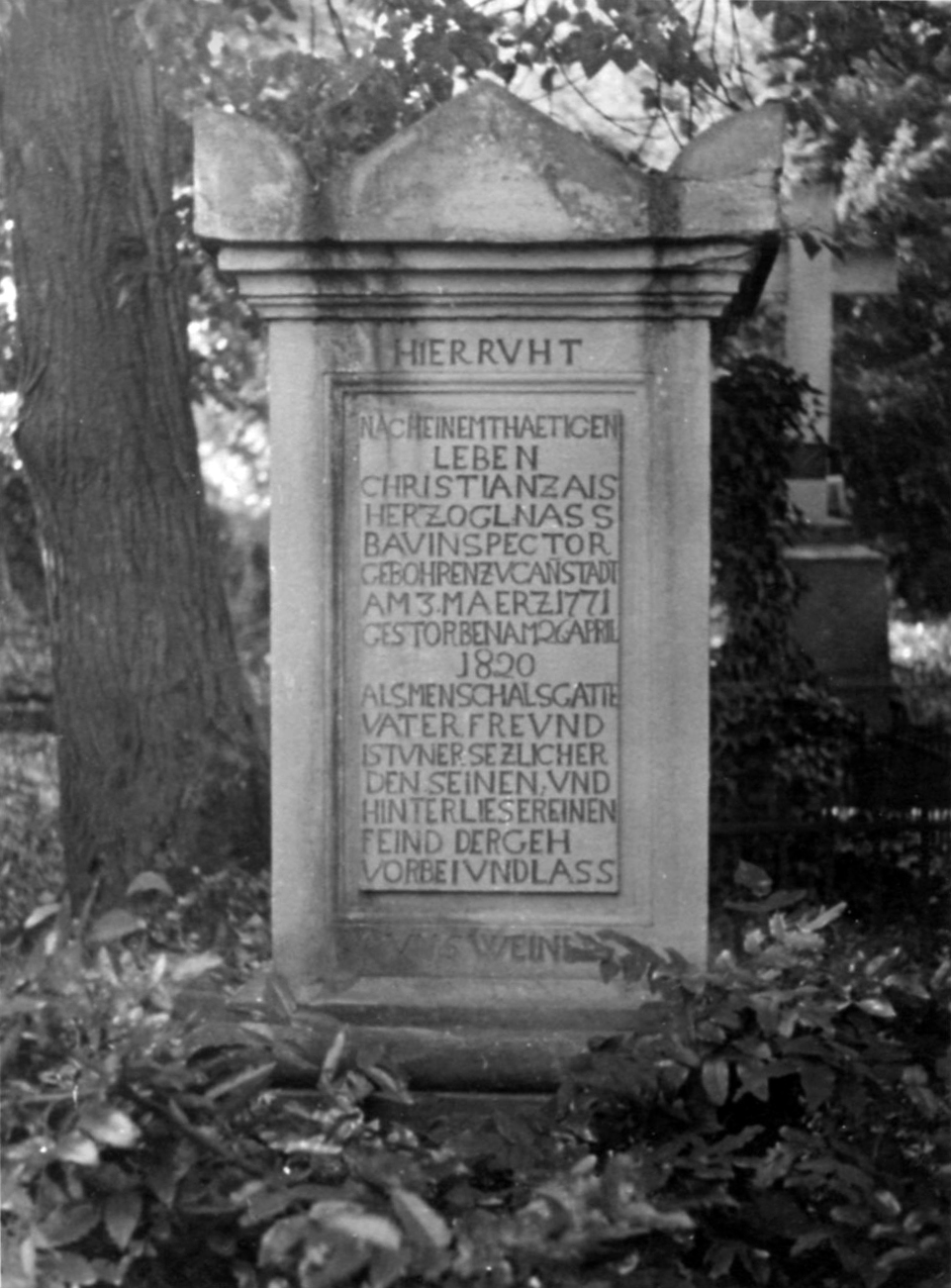
Grabmal von Christian Zais auf dem alten Friedhof in Wiesbaden
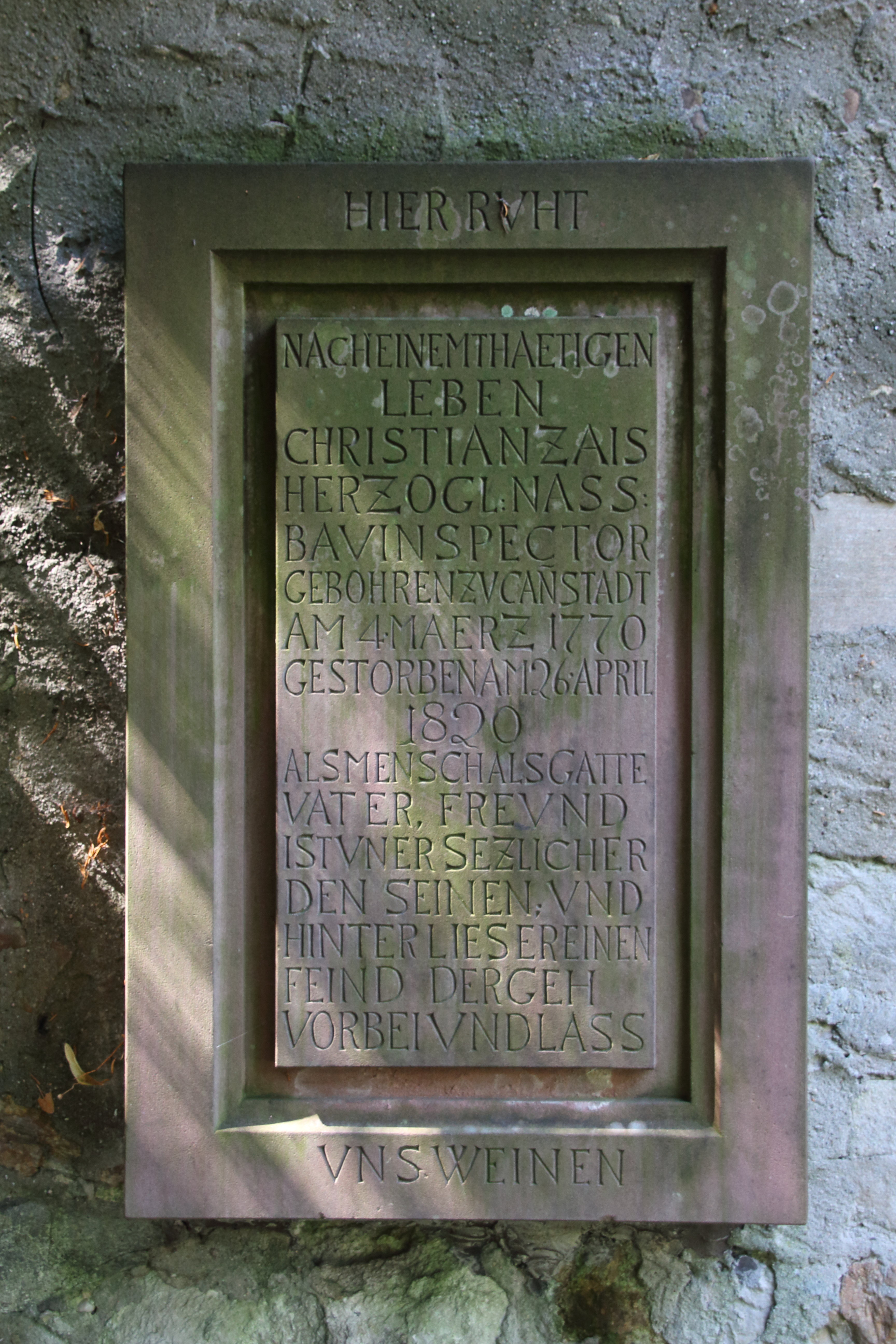
Nachbildung des Grabpfeilers, differierende Geburtsdaten

Christian Zais (* 4. März 1770 in Cannstatt; † 26. April 1820 in Wiesbaden) war ein deutscher Architekt, nassauischer Baubeamter und Stadtplaner.
Zais studierte nach einer Steinmetzlehre vier Jahre Architektur an der Stuttgarter Karlsschule. Er wurde unterrichtet von Karl August Friedrich von Duttenhofer und Johann Jakob Atzel. Anschließend bildet er sich bei Friedrich Weinbrenner fort. Im Frühjahr 1805 wurde er von Cannstatt als Landbaumeister nach Hofheim und bereits im Juli als Bauinspektor von Nassau nach Wiesbaden durch die Förderung des nassauischen Staatsministers Ernst Franz Ludwig Freiherr Marschall von Bieberstein berufen, der ebenfalls Württemberger und Absolvent der Hohe Karlsschule war.

## Familie
Christian Zais war mit Maria Sybilla Josepha Zais geborene Schalch (* 3. Mai 1770 in Schelklingen; † 13. Juni 1844 in Wiesbaden), der Tochter des Oberamtmanns Thaddäus Petrus Julius Schalch verheiratet. Sein Sohn Wilhelm Zais studierte und promovierte in Medizin, betätigte sich als liberaler Politiker und nassauischer Landtagsabgeordneter, er führte das Hotel „Vier Jahreszeiten“ mit seiner Mutter weiter. Sohn Eduard Zais wurde Königlicher Baurat, Sohn Friedrich Wilhelm Zais Bau-Inspector in Nassau, außerdem hatte er zwei Töchter, Emilie und Mathilde. Sohn Ludwig Zais wurde Bezirkstierarzt in Langenschwalbach.

## Wirken in Wiesbaden

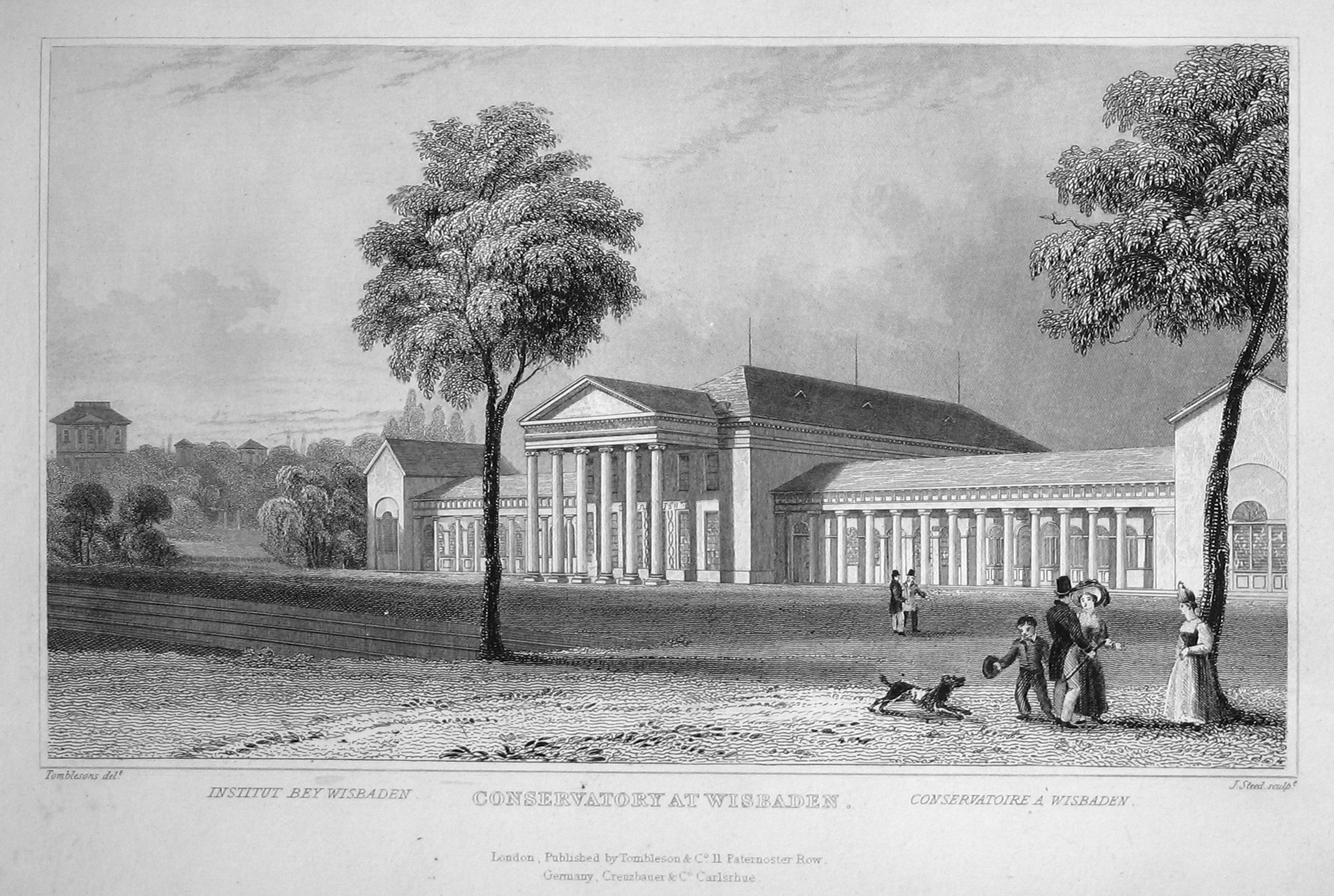
Das 1808 bis 1811 von Zais erbaute Alte Kurhaus in Wiesbaden

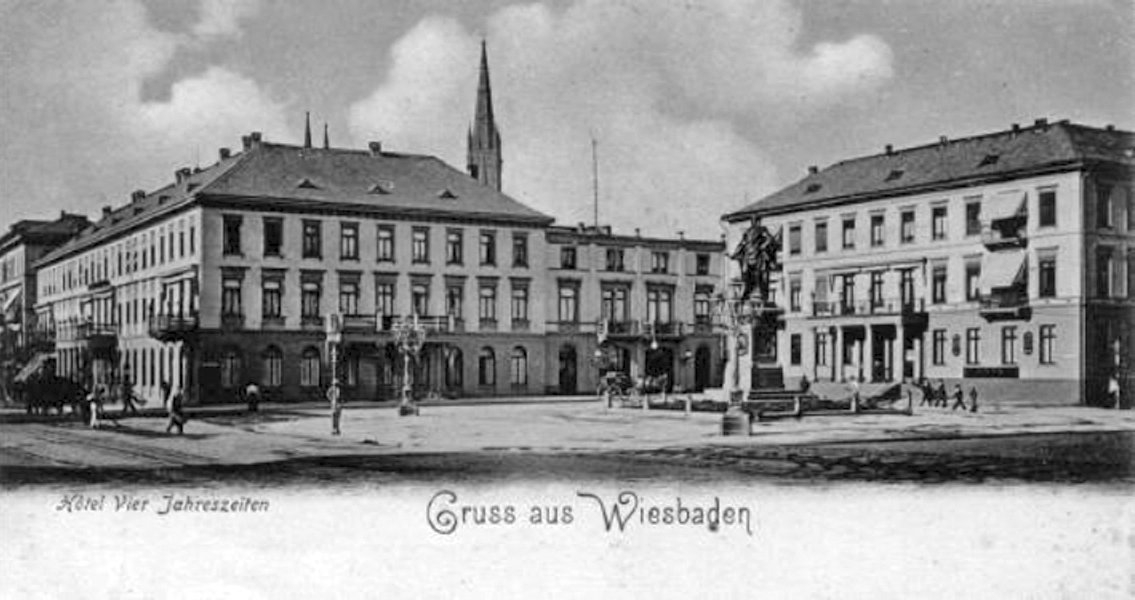
Das ehemalige Hotel und Badhaus „Vier Jahreszeiten“ (links) und das Zais'sche Wohnhaus (rechts), am ehemaligen Theaterplatz (heute: Kaiser-Friedrich-Platz) erbaut von Christian Zais. Ansichtskarte um 1900

Christian Zais prägt mit seinem gesamtplanerischen Stadtentwurf bis heute die Innenstadt von Wiesbaden. Darüber hinaus entwarf und errichtete Zais eine Reihe bedeutender Bauten in der Kurstadt, namentlich zwischen 1808 und 1811 das frühere Altes Kurhaus Wiesbaden (das in der wilhelminischen Zeit durch das heutige Gebäude ersetzt wurde), 1813 das Erbprinzenpalais an der Wilhelmstraße (heute Industrie- und Handelskammer) sowie das durch alliierte Bomber im Februar 1945 zerstörte Badhaus und Hotel "Vier Jahreszeiten".
Bereits 1806 machte Christian Zais den Versuch, das Bauen durch Verwendung mit Pisésteinen preiswert zu gestalten. So entstand nach seinen Plänen der Gassenbacher Hof zu Idstein in dieser Bauart. Zu diesem Bau zog er auch Wilhelm Jakob Wimpf hinzu, der wie er Schüler von Weinbrenner war. Auch 1813 findet sich eine Bekanntmachung zur Ausschreibung solcher Bauten im Herzoglich Nassauischen Intelligenzblatt, die zeigt, dass diese Art preiswert zu bauen, auch weiterhin gefördert wurde. In Niederelbert wurden mehrere Häuser im Pisé-Verfahren erstellt und sind heute noch anzusehen.
1806 zeichnete Zais auch Entwürfe für einen Schwefelbrunnen in Weilbach, heute Flörsheim.
1818 entwickelte Zais für die wachsende Hauptstadt einen Generalbebauungsplan, der den bereits 1806 von Carl Florian Goetz vorgelegten „Generalplan über die Vergrößerung und Verschönerung der Stadt“ erweiterte. Zais umschloss den historischen Stadtkern mit neuen Straßenzügen in Form eines Fünfecks (heute Historisches Fünfeck genannt) und bestimmte damit die städtebauliche Entwicklung in Wiesbaden bis fast zum Ende des Herzogtums Nassau im Jahre 1866.
Bei den Wiesbadenern der damaligen Zeit war Zais alles andere als beliebt. Als er 1805 nach Wiesbaden kam, gab es zwar bereits ein bescheidenes Kurwesen, das auf mittelalterlichen und sogar römischen Traditionen beruhte, jedoch war die Stadt weit von ihrem späteren Ruf als „Weltkurstadt“ entfernt. Wiesbaden hatte zu dieser Zeit kaum 3.000 Einwohner und war – abgesehen vom Kurbetrieb – vor allem landwirtschaftlich geprägt. Auf Grund des gerade entstehenden nassauischen Verwaltungssitzes betrieb der Herzog von Nassau aus seiner Residenz in Biebrich (Biebricher Schloss) den Ausbau zu einer Residenzstadt, wobei man sich vielfach über die alten Rechte der Stadt und ihrer Bürger einfach hinwegsetze. Es gab erbitterte Streitigkeiten zwischen dem mit einflussreichen Bürgern besetzten Stadtrat und dem Fürstenhaus, die sich vor allem an der für verfehlt gehaltenen Stadtplanung entzündeten.
Bereits mit seiner ersten Maßnahme, dem Bau des Kurhauses, verärgerte Zais vor allem die Wiesbadener Bade- und Gastwirte. Denn er plante das Gebäude bewusst außerhalb der damaligen Stadt und des Kurzentrums, um eine Distanz zur als schmutzig und veraltet empfundenen Stadt herzustellen. Das neue Kurzentrum wurde durch eine breite Allee, der heutigen Wilhelmstraße, abgetrennt. Ursprünglich sollte der Bau des Kurhauses durch den Verkauf von Aktien finanziert werden – indessen kaufte kein einziger Wiesbadener auch nur einen der Anteilsscheine. Die „Actien“ des Kurhauses übernahm schließlich mehrheitlich das Herrscherhaus.
Besonders verärgerte er die Wiesbadener Gast- und Badewirte durch Pläne für ein eigenes, geradezu gigantisches und repräsentatives Badehaus für höchste Ansprüche an der heutigen Wilhelmstraße, wobei er dies schon bei dem Bau des Kurhauses vorgesehen hatte. Die Realisierung dieses ursprünglichen Großprojektes scheiterte an der Aufhebung staatlicher Zuschüsse für Neubauten durch die nassauische Ständeversammlung 1818. Jedoch errichtete er dann selbst, unterstützt von Oberfinanzrat Julius Simon von Nördlinger in Stuttgart und seinem Bruder, dem Fabrikanten Wilhelm Zais aus Cannstatt, das 1821 fertiggestellte, luxuriöse Hotel und Badehaus „Vier Jahreszeiten“ mit immerhin 140 Zimmern. Der Bau riss die Familie Zais nahezu in den Ruin. Sieben Jahre nach der Eröffnung hatte die Familie noch Schulden in Höhe von über 210.000 Gulden, die mit 10.485 Gulden zu verzinsen waren. Die Wiesbadener legten dem Baumeister alle denkbaren Hindernisse in den Weg. Als er eine bis dahin kaum genutzte Quelle seinem neuen Badehaus zuführen wollte, wurden in der Nacht vom 13. auf den 14. August 1818 die bisherigen Leitungen der Heilquelle in einem Aufstand zerstört. Die Streitigkeiten eskalierten zunehmend. Als Zais später eine andere Quelle erschließen wollte, kam es zu offenen Drohungen mit blanker Gewalt, wobei schließlich auch das Dillenburger Hofgericht eingeschaltet wurde.
Die Badewirte manipulierten sogar ihre eigenen Quellen so, dass sie zu versiegen schienen, und behaupteten, die Grabungen von Zais seien dafür verantwortlich. Es kam darüber schließlich zu einem Aufruhr, über den Details nicht bekannt sind, der jedoch mit der Zerstörung der bisherigen Arbeiten an der Quellfassung endete und die Familie Zais in Gefahr brachte. Zais erkrankte unterdessen schwer und verstarb noch vor der Fertigstellung der „Vier Jahreszeiten“, wenige Tage nach der Zerstörung seiner Kanalanlagen.
Christian Zais wurde zunächst auf dem Kirchhof an der Heidenmauer beigesetzt, nach dessen Schließung wurde sein Leichnam 1832 auf den Friedhof an der Platter Straße überführt. Sein Grab existiert nicht mehr, nur in der Mauer neben dem Eingang findet sich noch seine Grabplatte als Replik.
Nicht so bekannt ist, dass Johann Heinrich Dannecker, der Meister der bekannten Schillerbüste und einer der berühmtesten Bildhauer Süddeutschlands, eine Büste von Christian Zais geschaffen hatte. Sie war im Innern des Badhauses vor dem Balkon aufgestellt, ist aber bei dem Luftangriff, der das Bad- und Gasthaus „Zu den Vier Jahreszeiten“ am 2. Februar 1945 zerstörte, mit einem Foto vernichtet worden. Christian Zais und Dannecker kannten sich von der Hohe Karlsschule in Stuttgart.
Zais war an der Begründung Wiesbadens als Kurstadt mit Weltruf maßgeblich beteiligt. Die Konflikte zwischen ihm und der Bürgerschaft spiegeln auch die Gegensätze zwischen den Anhängern des alten Rechts und denjenigen des aufgeklärten, modernen Prinzips des Rationalen, das Zais im Sinne des Klassizismus und als Karlsschüler umsetzen wollte.

## Werke
- Vom 1904 abgebrochenen alten Kurhaus in Wiesbaden sind nur zwei Säulen erhalten, die sich auf dem „Nizzaplätzchen“▼ im Kurpark befinden. Ein Zais zugeschriebener Kristallkronleuchter aus dem alten Kurhaus befindet sich heute am Choreingang der Unionskirche in Idstein.

Von Zais' Werken sind erhalten:
- die Kirche St. Dionysius in (Kelkheim-)Münster, die der erste klassizistische Kirchenbau Nassaus war und 1808 bis 1811 erbaut wurde,
- der Gassenbacher Hof in Idstein, der in Pisé-Bauweise errichtet wurde, den Christian Zais mit Wilhelm Jacob Wimpf aus Weilburg förderte,
- das Erbprinzenpalais und
- das Schenk'sche Haus in Wiesbaden, das Zais zugeschrieben wird.[13]
- der neugotische Turm („Freiheitsturm“) am Steinschen Schloss in Nassau, den sich der Freiherr zum Gedächtnis an die erfolgreich verlaufenen Befreiungskriege bauen ließ. Wegen der dauernden Änderungswünsche des Bauherrn war dies ein nervenaufreibendes Unterfangen, weshalb man sich 1818 trennte.[14][* 1] Der Koblenzer Architekt Johann Claudius Lassaulx stellte den Bau fertig.
- der Westturm der evangelischen Andreaskirche in Weisel und
- die 1817–1818 erbaute Kirche St. Bartholomäus in (Frankfurt-)Zeilsheim.

Zu Zais' Ingenieurbauten zählt ferner:
- die Quellfassung des „Großen Kisselborns“, die 2009 zwischen Platte und Rabengrund wiederentdeckt wurde.[15][16] Sie ist ein Teil der von Zais 1812 vorgelegten Planung für die Wiesbadener Wasserversorgung, die ursprünglich für den Speisung einer von ihm geplanten Fontäne auf dem Bowling Green begonnen wurde.

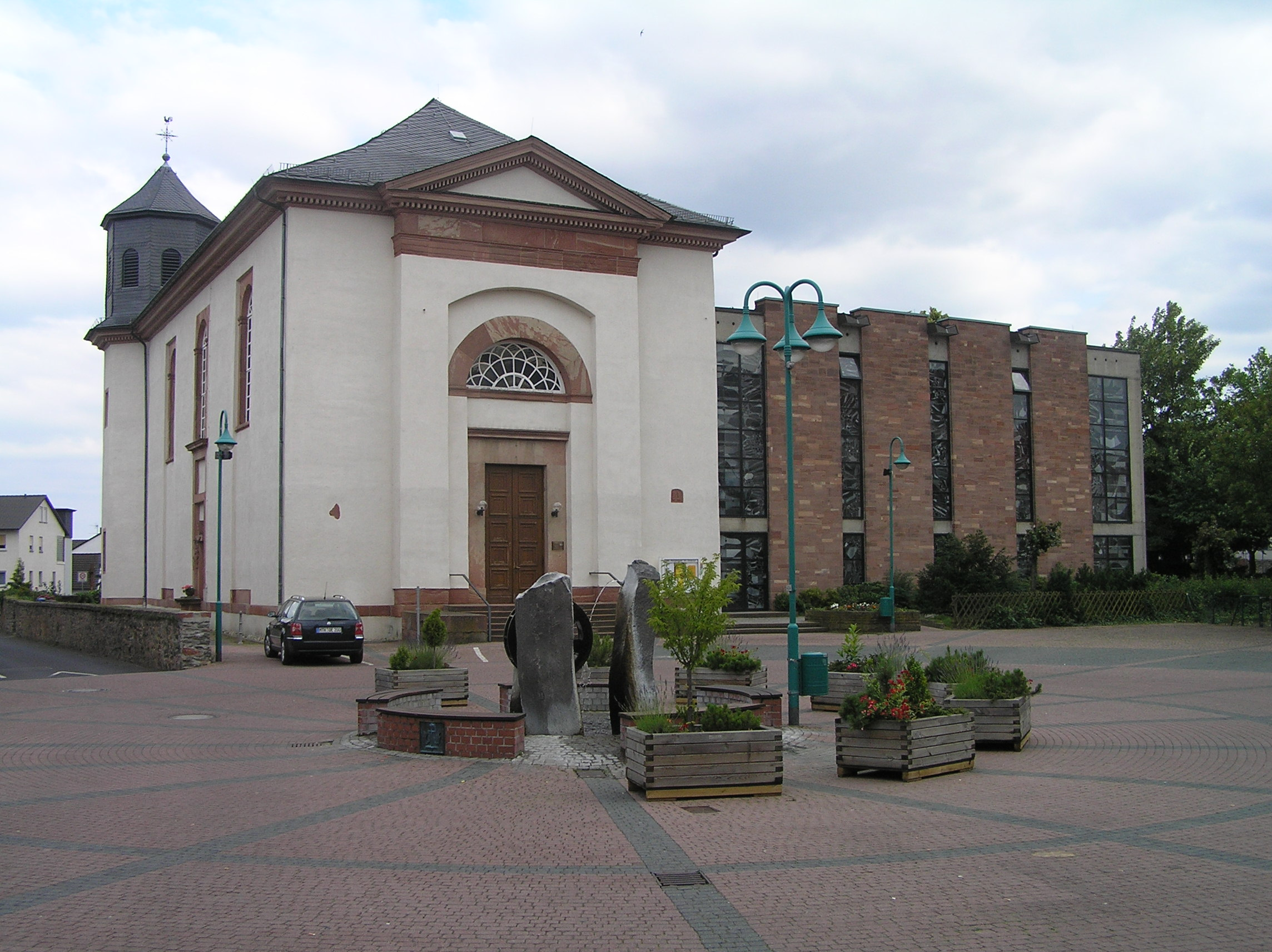
Katholische Kirche St. Dionysius in Kelkheim-Münster (1808–1811)
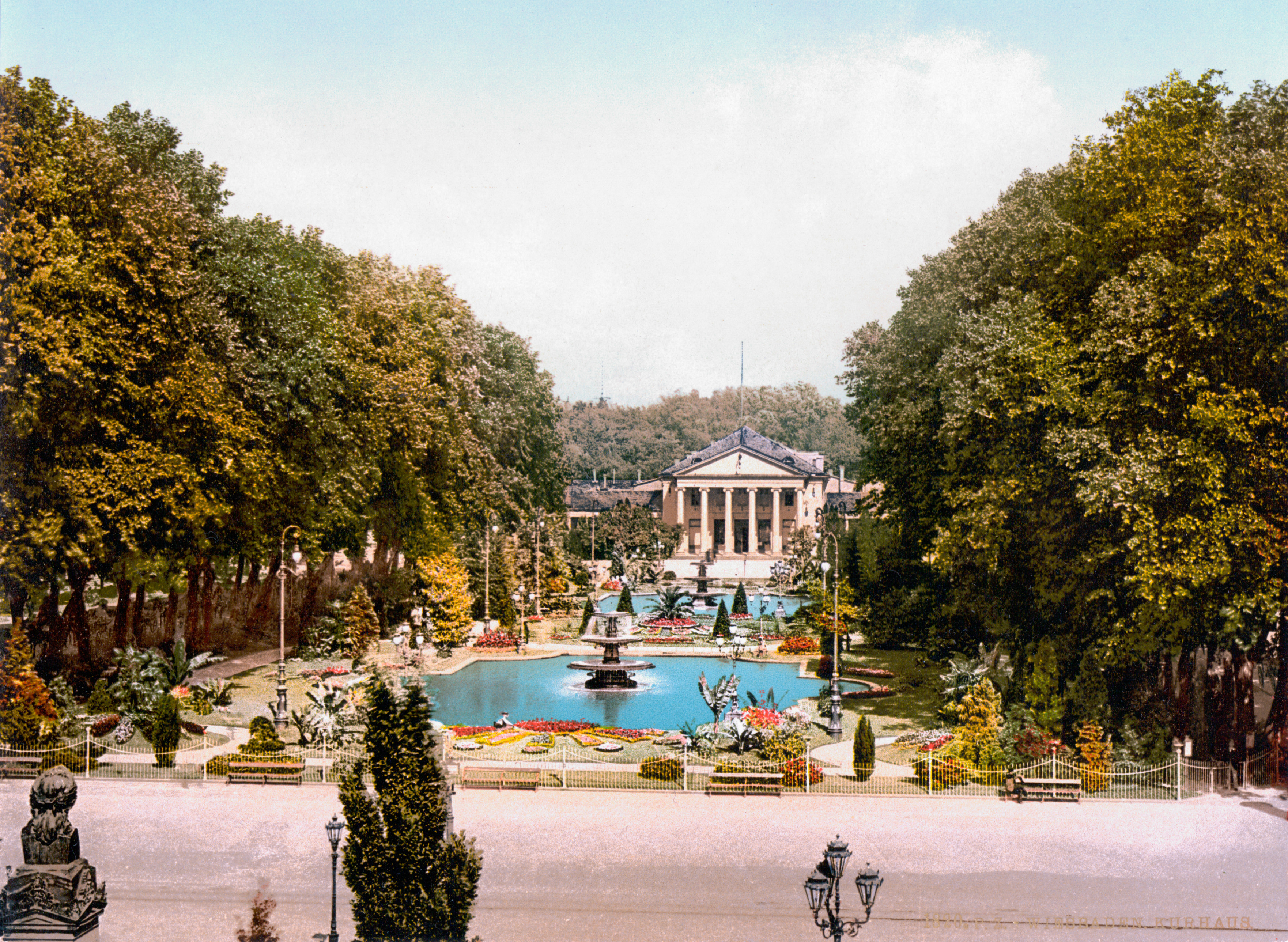
Das alte Wiesbadener Kurhaus mit dem Bowling Green (1808–1811)
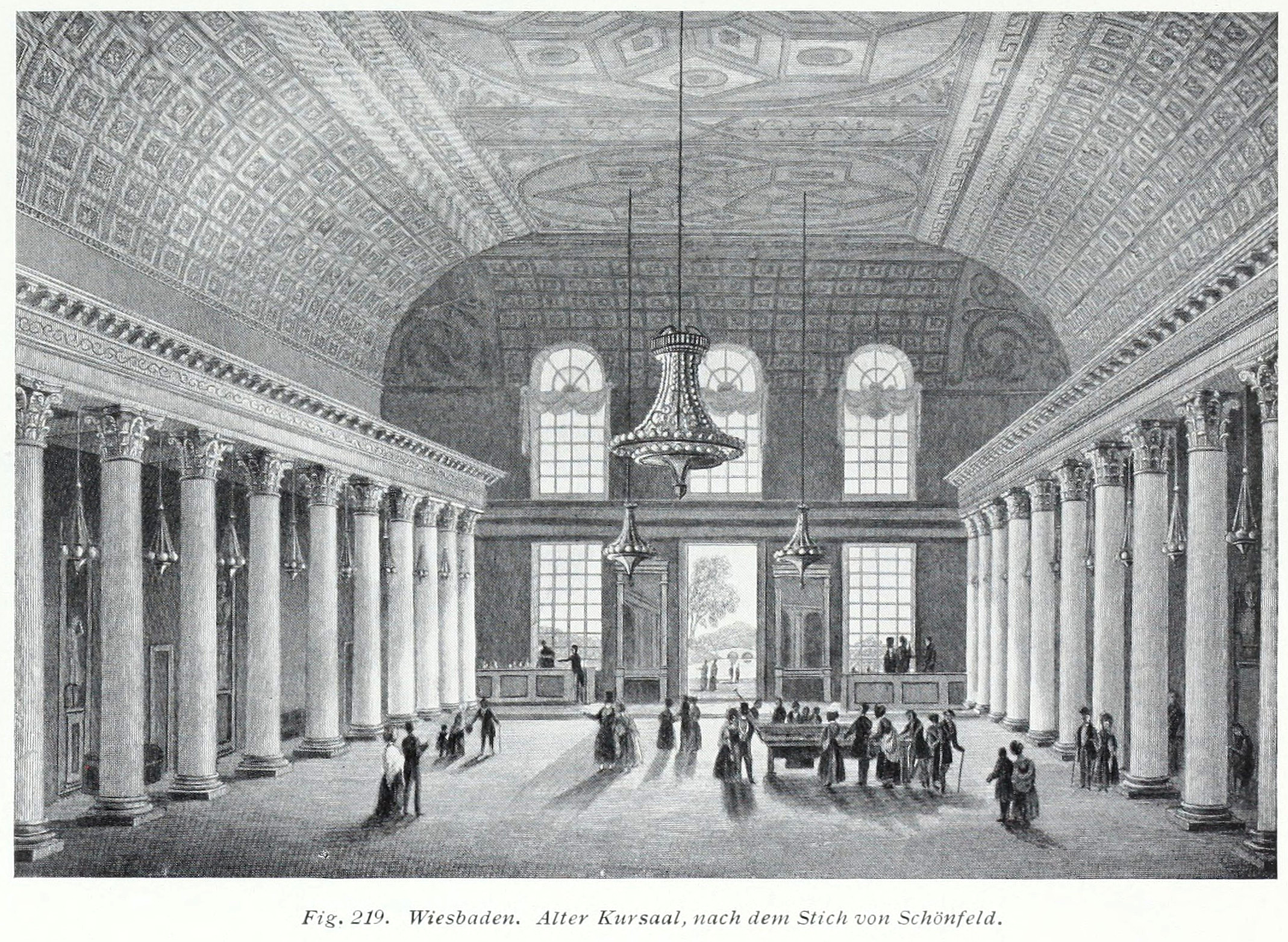
Ehemaliger zentraler Kursaal im ersten Kurhaus Wiesbadens (1810)...
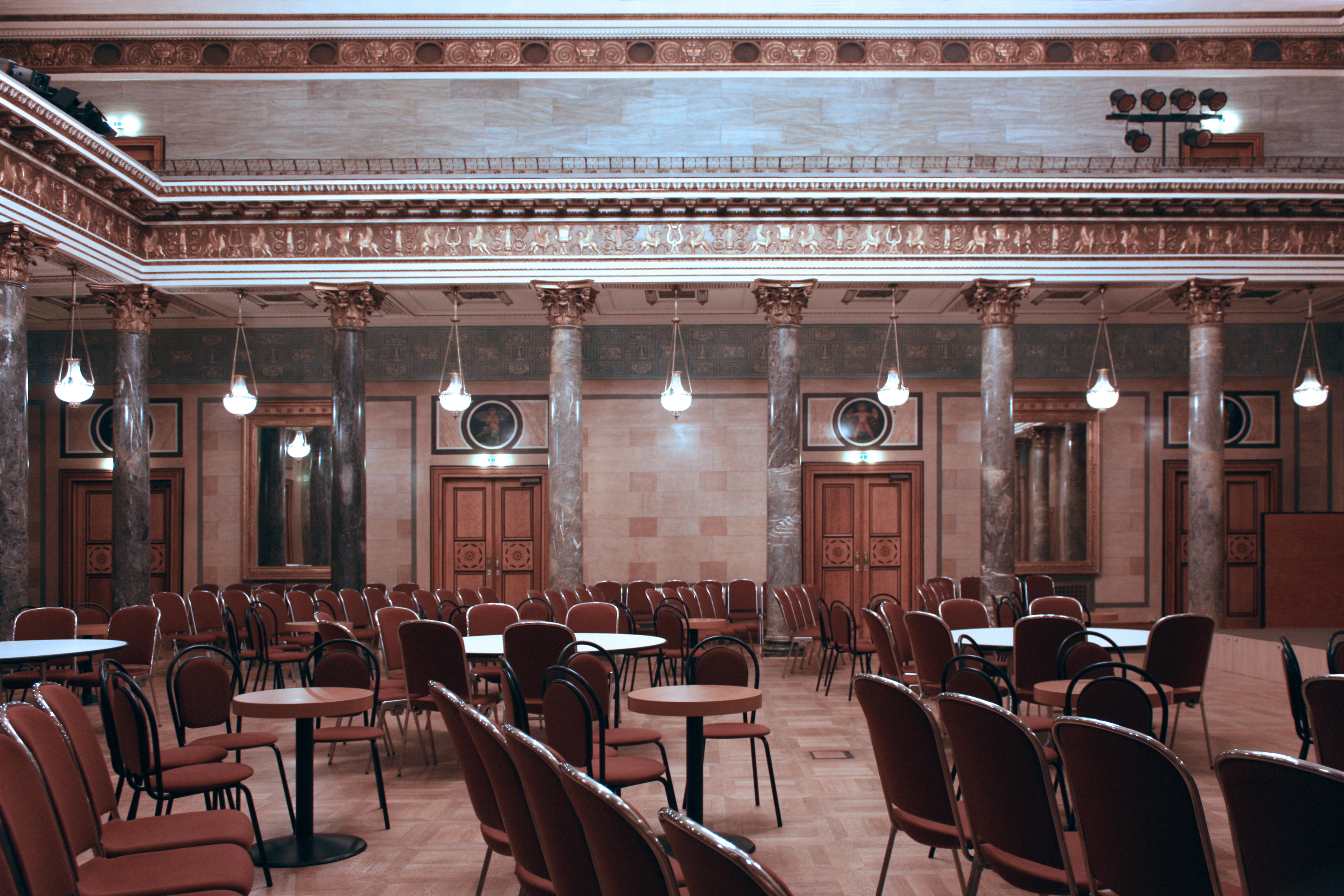
...der im Nachfolgebau des Wiesbadener Kurhauses von Friedrich von Thiersch nachgebildet wurde.
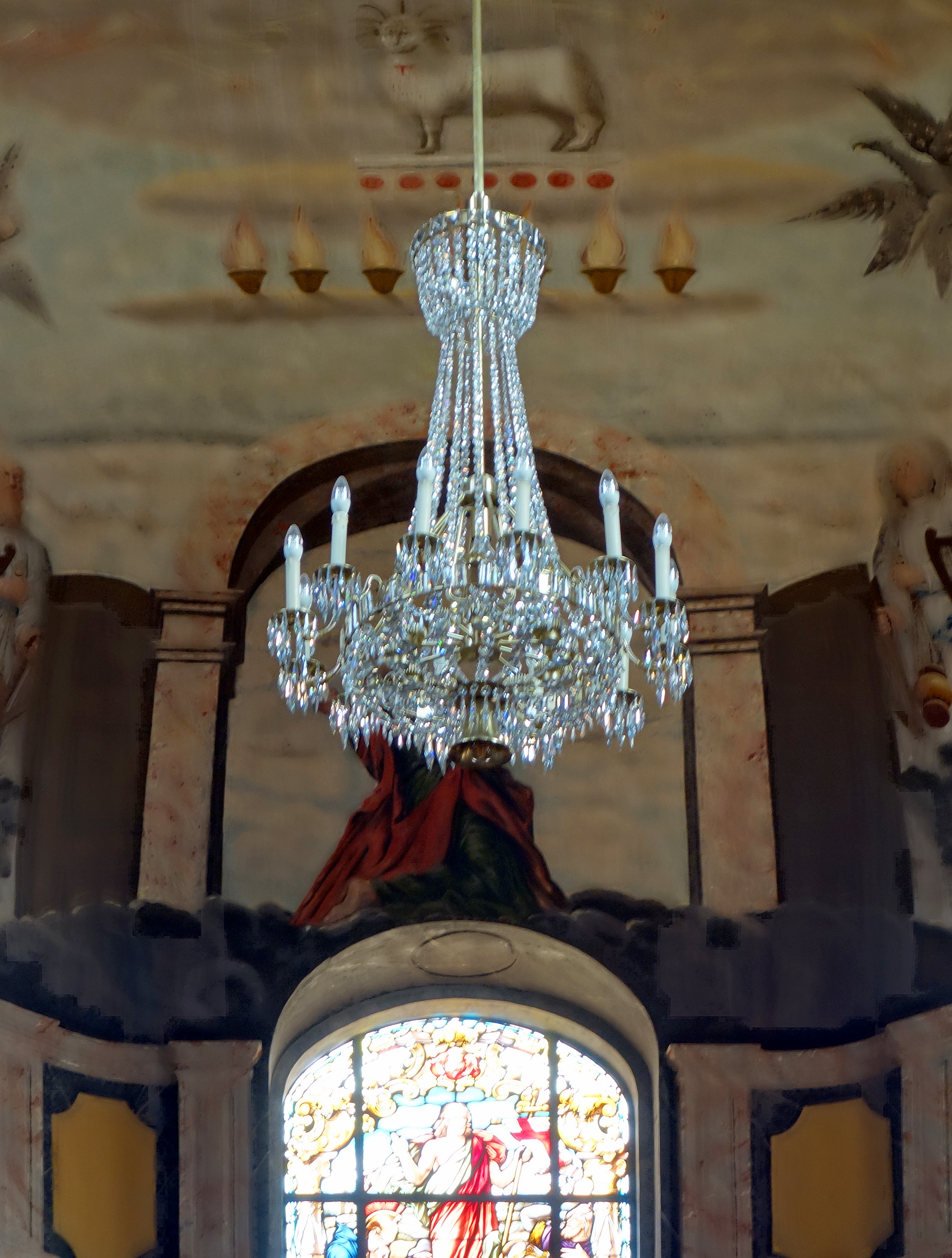
Überbleibsel aus dem alten Kurhaus: Der Kristallkronleuchter in der Unionskirche in Idstein
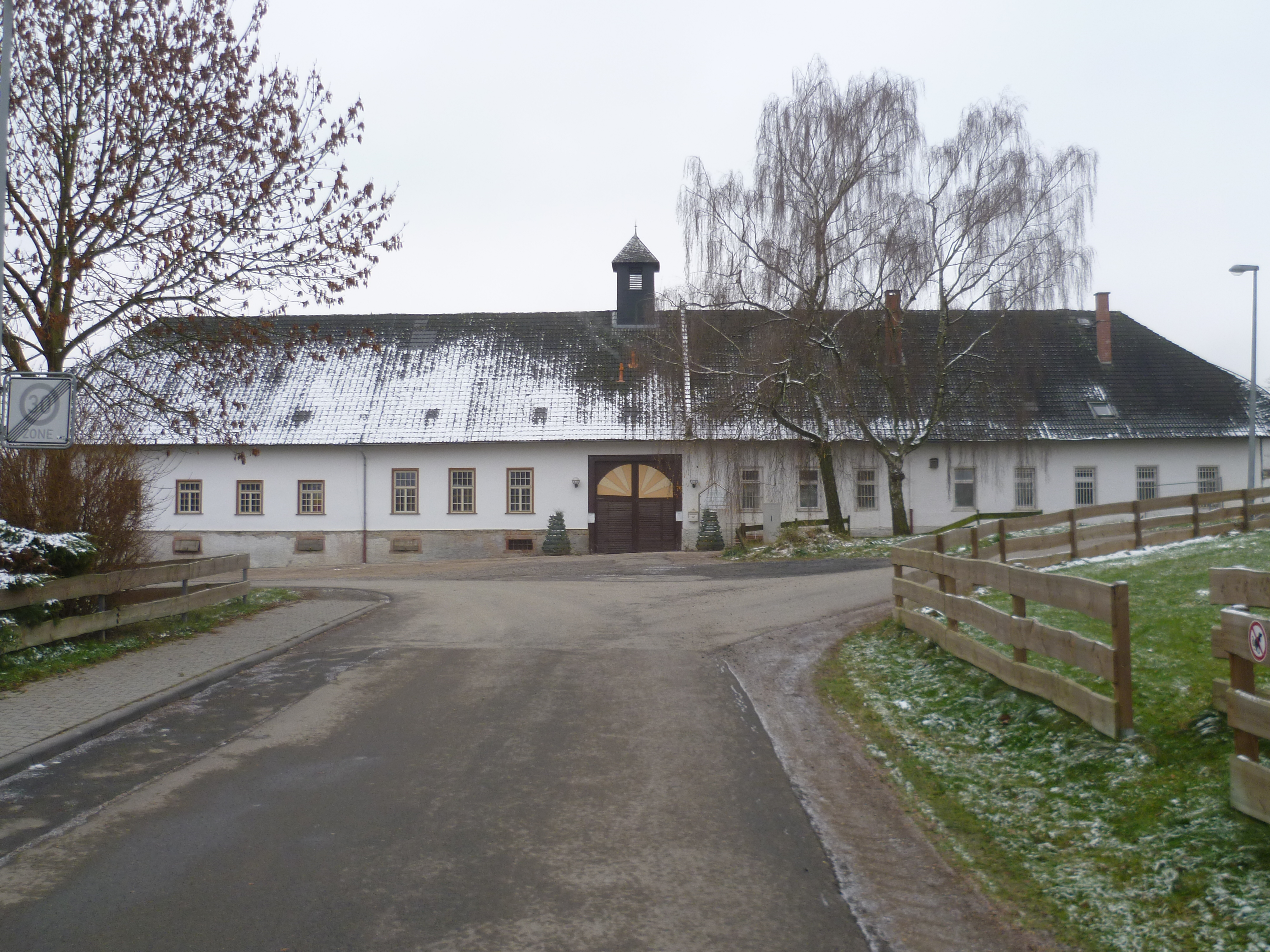
Hofhaus des Hofguts Gassenbach in Idstein als Pisébau (1811–1812)
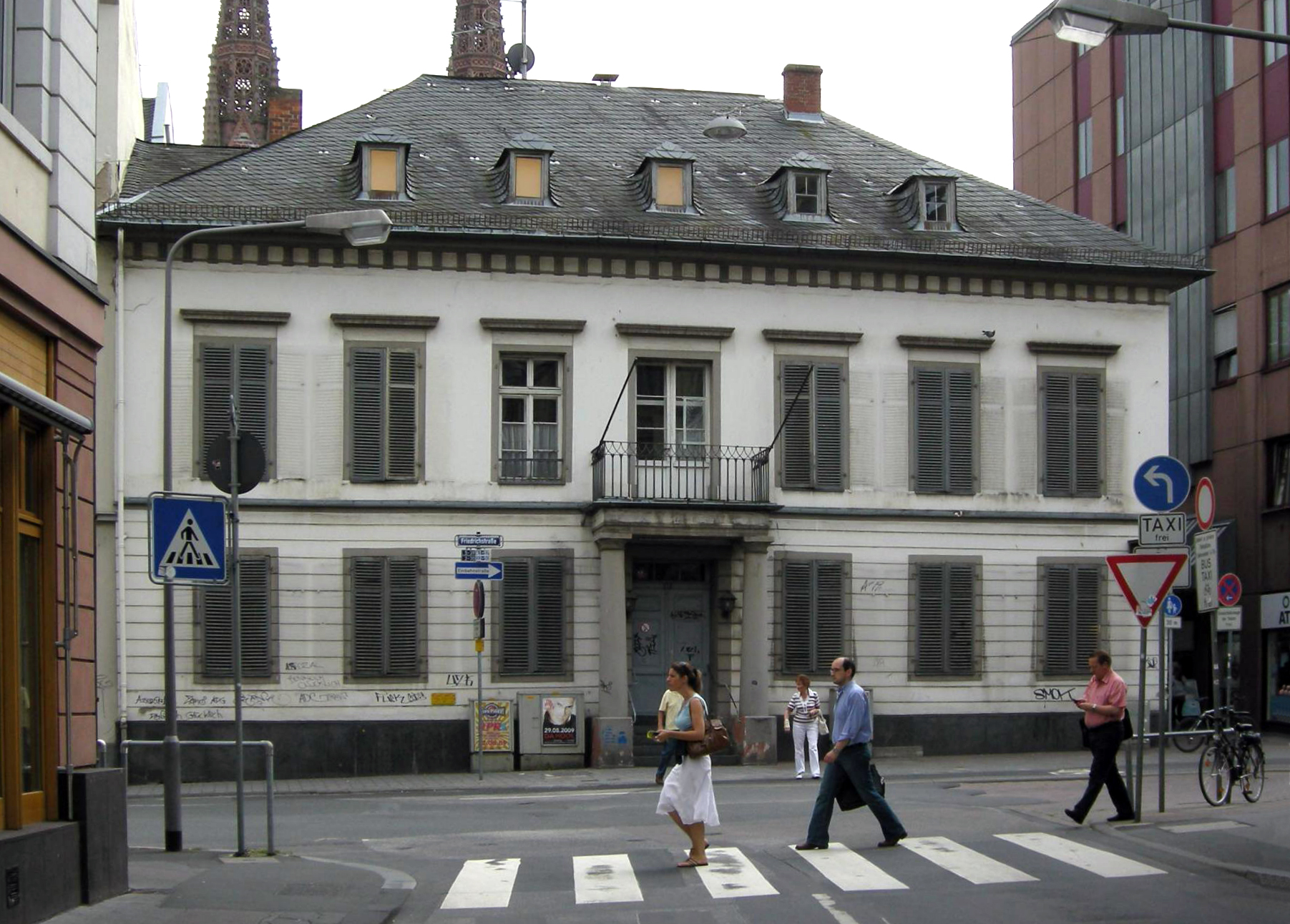
Schenk'sches Haus in Wiesbaden (1813), vor der Instandsetzung im Sommer 2012...
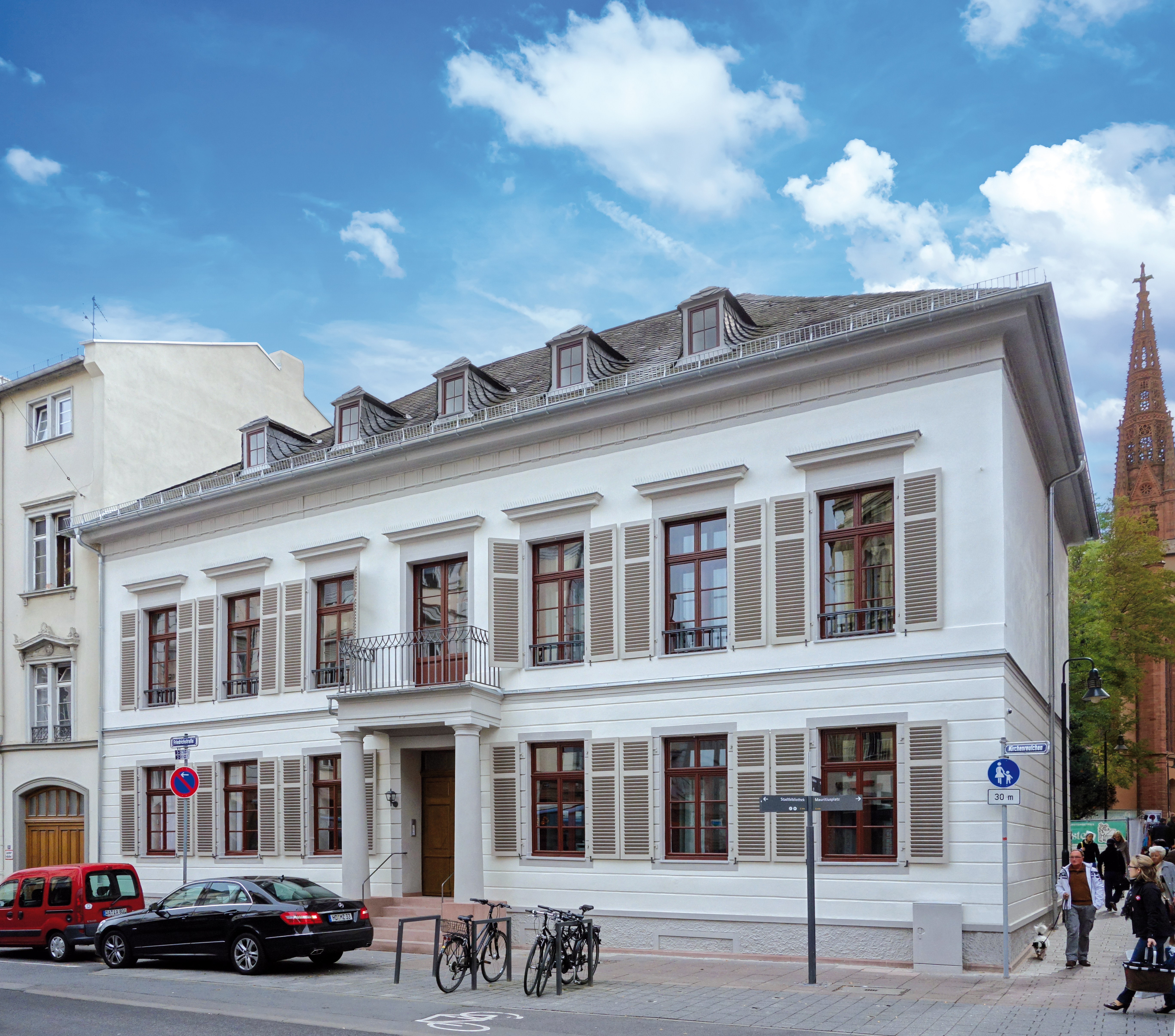
… und nach Abschluss der Arbeiten im Oktober 2012
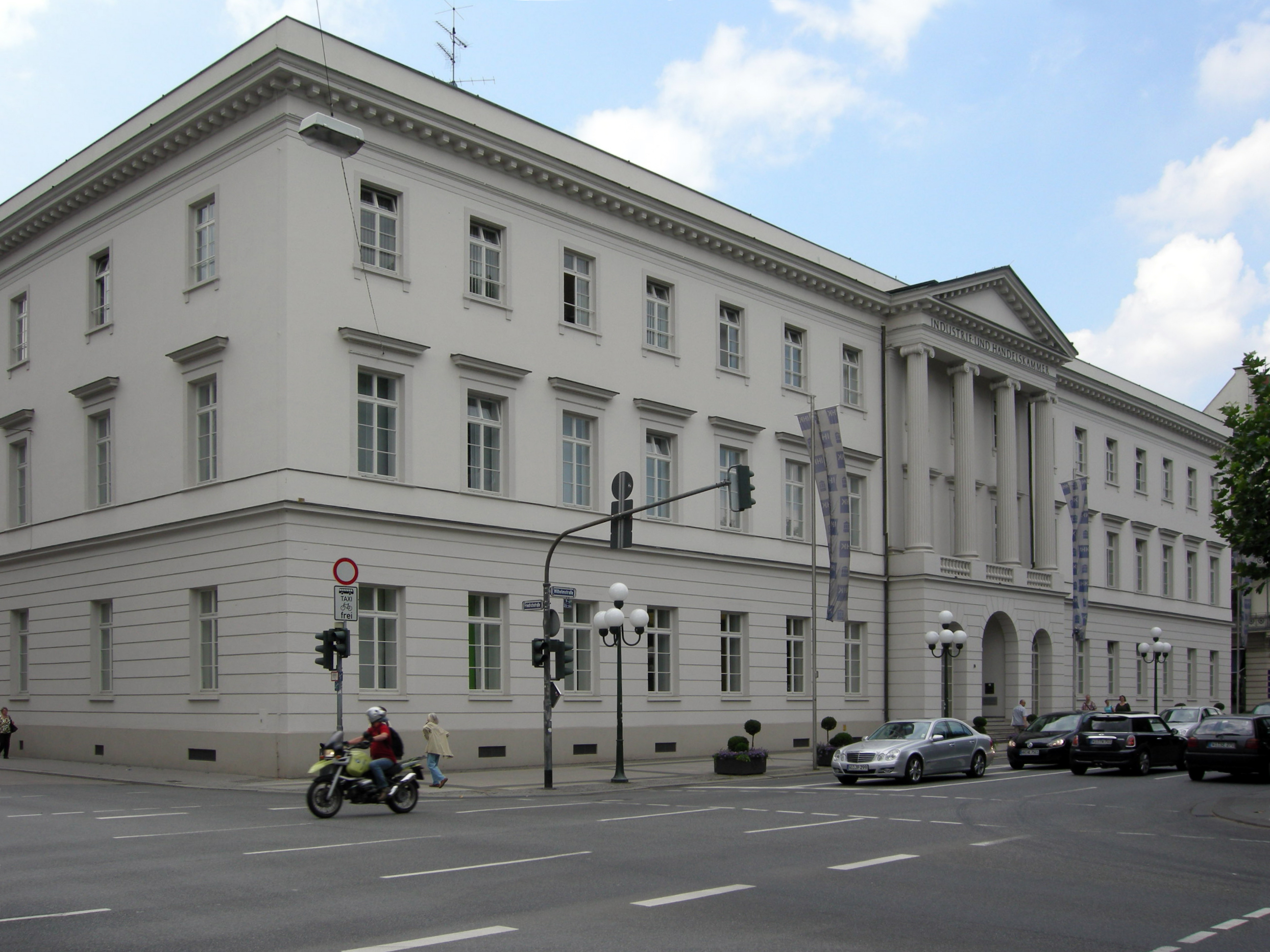
Erbprinzenpalais in Wiesbaden (1813–1817)
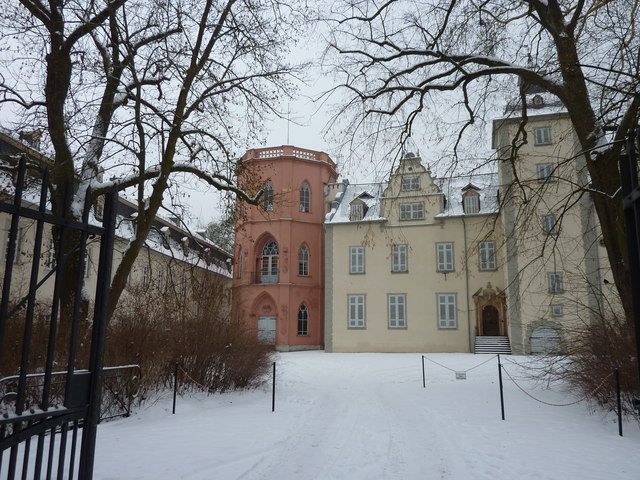
Steinsches Schloss in Nassau (Lahn) mit dem neugotischen Turm (1814–1816)
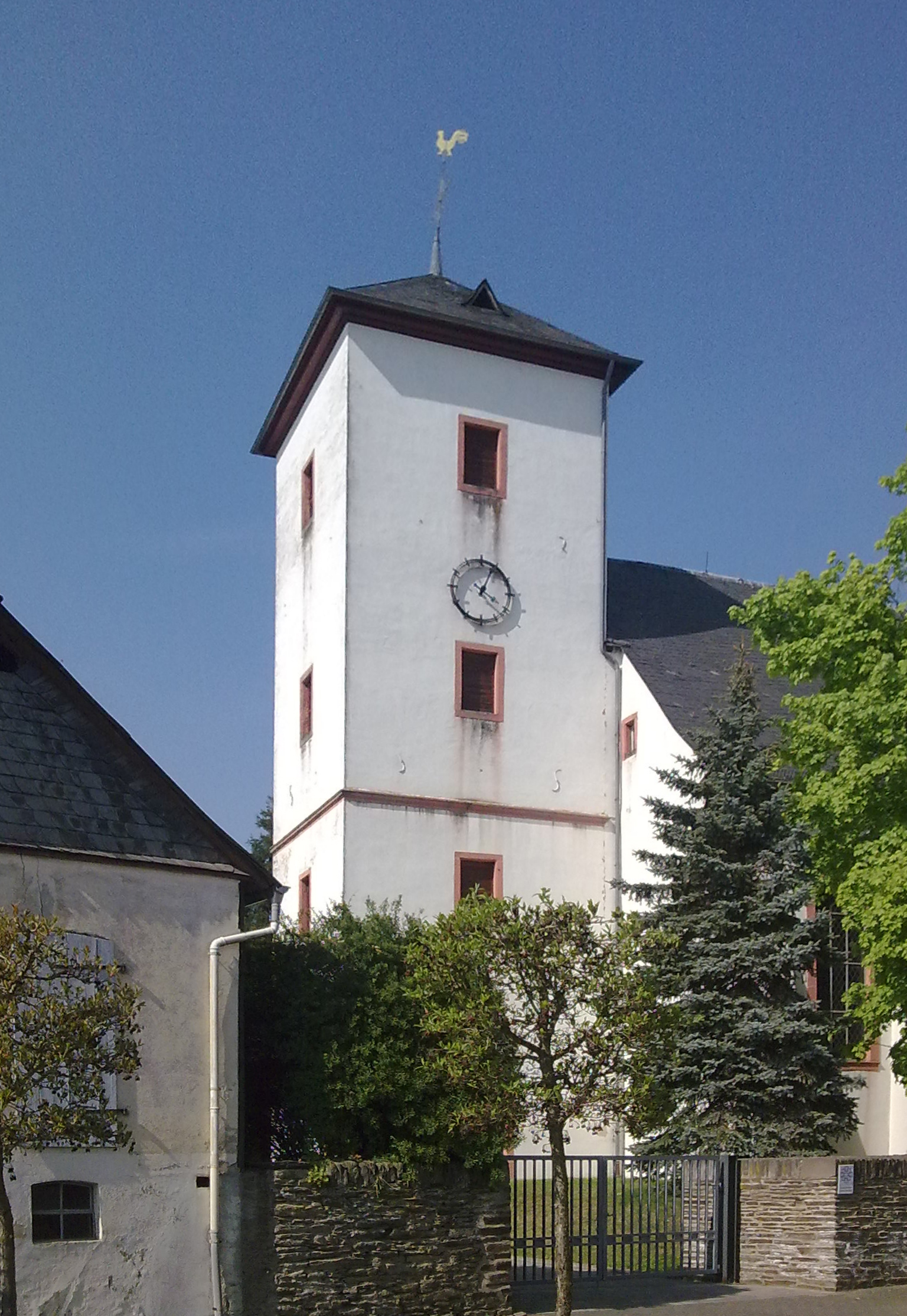
Westturm der evangelischen Andreaskirche in Weisel (1815)
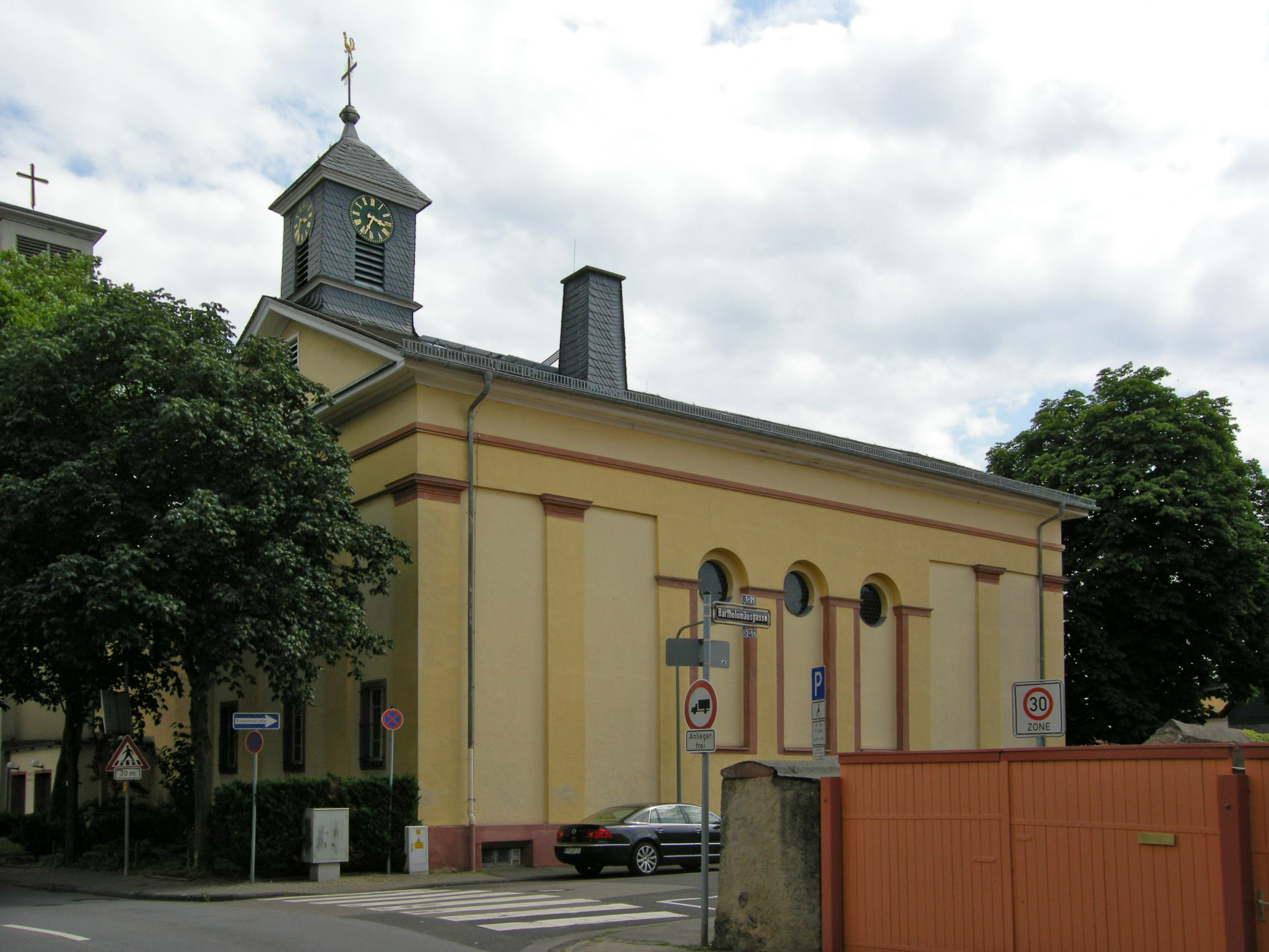
St. Bartholomäus, Zeilsheim (1817–1818)
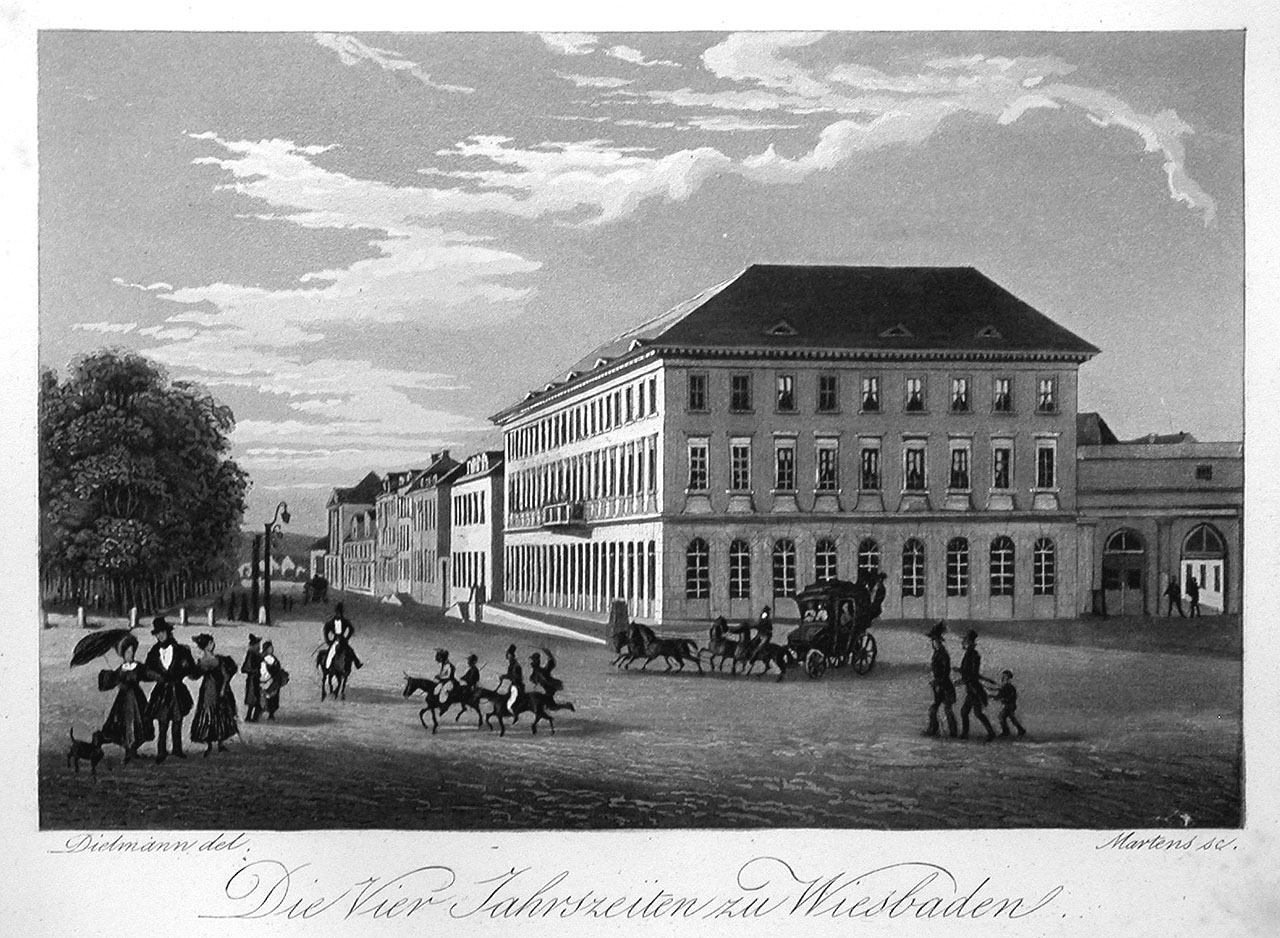
Hotel und Badehaus „Vier Jahreszeiten“ in Wiesbaden, im Zweiten Weltkrieg zerstört (1821)